# Scinax squalirostris
Scinax squalirostris là một loài ếch trong họ Nhái bén.
Nó được tìm thấy ở Argentina, Bolivia, Brasil, Paraguay, Uruguay, và có thể cả Peru.
Các môi trường sống tự nhiên của chúng là các khu rừng ẩm ướt đất thấp nhiệt đới hoặc cận nhiệt đới, xavan ẩm, vùng đất ẩm có cây bụi nhiệt đới hoặc cận nhiệt đới, vùng đồng cỏ ôn đới, đồng cỏ khô nhiệt đới hoặc cận nhiệt đới vùng đất thấp, đồng cỏ nhiệt đới hoặc cận nhiệt đới vùng ngập nước hoặc lụt theo mùa, đầm nước ngọt có nước theo mùa, vùng đồng cỏ, vườn nông thôn, các khu rừng trước đây bị suy thoái nặng nề, ao, và kênh đào và mương rãnh.

## Hình ảnh

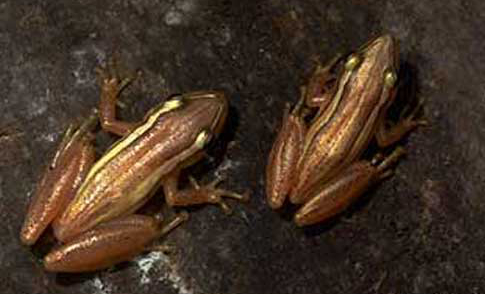
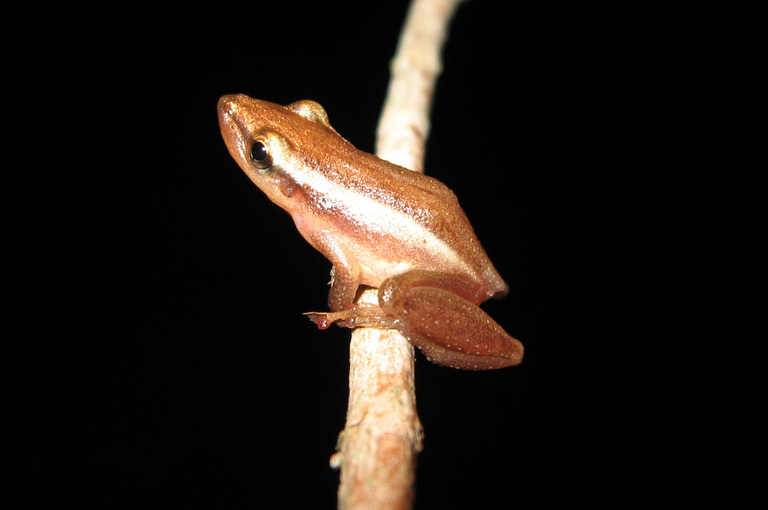